# محمد ابراهیم غشتلی
محمد ابراهیم غښتلی (زاده ۱۳۵۹ ولسوالی سید کرم پکتیا) سیاستمدار افغانستان و نماینده مردم پکتیا در دوره شانزدهم مجلس نمایندگان می‌باشد. ایشان در مجلس شانزدهم نمایندگان افغانستان عضو کمیسیون مواصلات، مخابرات، امور انکشاف شهری، تهیه مسکن، تهیه آب و برق و امور شاروالی‌ها می‌باشد.

## زندگی
محمّد ابراهیم غښتلی زادهٔ ۱۳۵۹ از ولسوالی سید کرم ولایت پکتیا می‌باشد. ایشان تحصیلات ابتدایی خود را در لیسه بلال در در خیبر پشتونخوا به پایان رسانیده‌است و پس از آن توانست در سال ۱۳۸۲ از دانشگاه کابل در رشته حقوق و علوم سیاسی مدرک لیسانس خود را کسب کند.

## دیگر فعالیت‌ها
دیگر فعالیت‌های ایشان:
- تأسیس سازمان و مجله پام.
- مسئول انجمن جوانان پکتیا.
- مدیر سازمان قوای بشری و ارتقای ظرفیت اترا (Afghanistan Telecom Regulatory Authority).